# Villa Hjorth

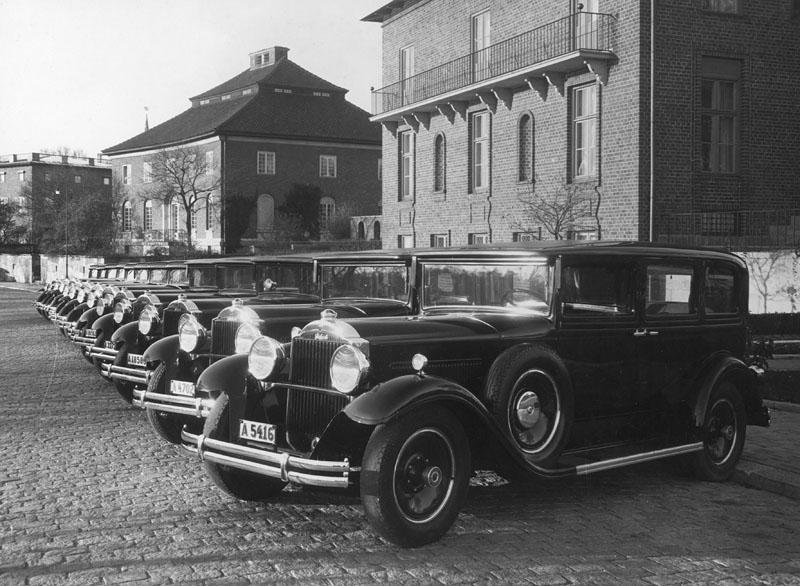
Hyrbilar av märket Packard Eight från Freys Hyrverk på Nobelgatan framför Villa Hjorth, mellan och 1934.

Villa Hjorth är en fastighet vid Dag Hammarskjölds väg 26 inom kvarteret Ambassadören 9 i Diplomatstaden, Stockholm. Villan är ritad av Curt Björklund för industrimannen Berndt August Hjorth, och uppfördes åren 1929-1930. Senare övertogs villan av Hjorts dotter Greta och hennes make Hugo Duhs. Huset köptes 1965 av turkiska staten som här hade både ambassaden och residens. Sedan 1995 är det enbart residens för Turkiets ambassadör och ambassadverksamheten finns i Villa Bonde. 

## Historik
Den obebyggda tomten i kvarteret Ambassadören nr 6 (1924 ändrat till nr 9) ägdes först av en grevinna H. S. Lewenhaupt, efter 1924 står "direktör B. A. Hjorth" som fastighetsägare.
Den första bygglovsansökan inlämnades av Hjorth till byggnadsnämnden den 18 augusti 1926 och en blyertsanteckning på denna förklarar ”ritn. återtagen tomtkarta saknas”. Byggnadens tänkta läge och utbredning på tomten hade inte blivit godkänt av Kungl. Majt. i förväg. Efter erforderliga ändringar och godkännanden lämnades en ny ansökan om bygglov den 31 oktober 1927. Den 1 774 m² stora tomten avsåg den ostligaste av villakvarteren inom Diplomatstaden och ligger i hörnet Dag Hammarskjölds väg  26 (dåvarande Strandvägen 84) och Nobelgatan 19.

## Utformning
Den kvadratiska byggnaden placerades längst ut mot öst på tomten med entrén mot kortsidan, mot norr och Strandvägen ritade arkitekten ett smalt och lågt annex. Utvändigt har villan en enkel, stram formgivning och liknar en kub. Fasaderna är uppförda av rött murtegel, som så många andra villor i Diplomatstaden. Taket har utformats som ett så kallat tälttak med svagt fall och är plåttäckt. Entrén markeras genom ett enkelt burspråk, även det utfört i tegel. Ursprungsritningarna visar en enkel planlösning med entréhall, sal, salong och vardagsrum samt ett herrum på bottenvåningen. I annexet fanns kök, rum för tjänstefolk och ett serveringsrum närmast salen. I övre våningsplanet anordnades efter dåtidens ideal herrskapets sovrum, klädrum och badrum samt ytterligare några sovrum för barn eller gäster.